# Орионов крак
Орионов крак је мали спирални крак у галаксији Млечни пут, 3.500 светлосних година (1.100 парсека) у пречнику и отприлике 10.000 светлосних година (3.100 парсека) у дужини, који садржи Сунчев систем. Добио је назив по сазвежђу Орион, једног од најпознатијих сазвежђа на зимском небу Северне хемисфере (летњем небу Јужне хемисфере).

## Позиција у галаксији и структура
Орионов крак се налази између крака Карина-Стрелац (чији се један крај простире ка галактичком центру, а други ка спољашњем делу галаксије) и Персејевог крака (који је главни спољашњи и један од два главна крака у галаксији). Дуго се сматрао малим огранком између поменутих кракова, а 2013. године је изложен доказ да је Орионов крак можда грана са Персејевог крака или чак независан крак.
Унутар крака, Сунчев систем се налази ближе његовом унутрашњем ободу, у релативној шупљини у међузвезданом медијуму познатом под називом Месни Мехур, по средини крака и око 26.000 светлосних година (8.000 парсека) од галактичког центра.
Недавно је измерена паралакса и правилно кретање више од 30 метанол (6,7-GHz) и водених (22-GHz) масера у регионима формирања масивних звезда на пар килопарсека од Сунца. Прецизност мерења била је боља од ±10% и 3%, најбоља мерења паралаксе у пројекту BeSSeL (Bar and Spiral Structure Legacy Survey). Прецизне локације међузвезданих масера у регионима формирања масивних звезда указују на то да је Орионов крак одбачен сегмент крака између Карина-Стрелац и Персејевог крака, а који се простире око четвртине Млечног пута. Сегмент је дужине око 20.000 светлосних година и ширине око 3.000 светлосних година, са углом нагиба од 10,1°± 2,7° до 11,6° ± 1,8°. Ови резултати откривају да је Орионов крак већи него што се раније мислило, као и да су његов угао нагиба и стопа формирања звезда упоредиви са онима код главног галактичког спиралног крака. Орионов крак се онда исправно сматра петом карактеристиком Млечног пута, те је погрешно сматрати га мањим огранком.
Да би се схватио облик Орионовог крака између Карина-Стрелац и Персејевог крака, помоћу Гаиа МР2 мапирана је стеларна густина одређене популације звезда старости око 1 гигагодине, у опсегу 90°≤ l ≤ 270°. Ова популација је одабрана због развијенијих објеката у односу на гас из региона формирања масивних звезда. Покренута су истраживања у сврху упоређивања стеларне густине и дистрибуције гаса широм Орионовог крака. Откривен је регион значајно пренасељен звездама који формира облик налик краку близу Орионовог крака, а који је идентификован као регион формирања звезда великих маса, посебно од 90° ≤ l ≤ 190°. Истраживачи су закључили да је Орионов крак сегмент крака који садржи само гас и облаке у којима се формирају звезде, са значајном пренасељеношћу звездама. Такође су открили да је угао нагиба звезданог крака мало већи од гасовитог крака, као и да постоји офсет између њих. Офсет и раличити углови нагиба између звезданог крака и спиралног крака дефинисаног регионима формирања масивних звезда су у складу са очекивањем да при формирању звезда касни компресија гаса, што доводи до тога да траје дуже од типичног периода формирања звезда од 107 − 108 година.

## Месјеови објекти
У Орионовом краку се налазе следећи Месјеови објекти:
- Расејано звездано јато М6
- Расејано звездано јато М7
- Расејано звездано јато M23
- Расејано звездано јато M25
- Маглина Тег (M27)
- Расејано звездано јато M29
- Расејано звездано јато M34
- Расејано звездано јато M35
- Расејано звездано јато M39
- Винеке 4 (M40)
- Расејано звездано јато M41
- Маглина Орион (M42)
- Емисиона маглина M43
- Расејано звездано јато M44
- Плејаде (M45)
- Расејано звездано јато M46
- Расејано звездано јато M47
- Расејано звездано јато M48
- Расејано звездано јато M50
- Маглина Прстен (M57)
- Расејано звездано јато M67
- M73
- Маглина Мали Тег (M76)
- Рефлексиона маглина M78
- Расејано звездано јато M93
- Маглина Сова (M97)